# 僕は泣いちっち
「僕は泣いちっち」（ぼくはないちっち）は、守屋浩の1959年発売のシングル。作詞・作曲は浜口庫之助。
上京した恋人を想う男の心情が「行っちっち」「泣いちっち」「なんでなんでなんで」「どしてどしてどうして」といった印象的なフレーズで描かれ、独特の歌唱法も相まって評判となり大ヒットを記録。ロカビリーから歌謡曲に転向後の守屋の代表曲となった。
1968年時点での累計売上は38万枚。
ヒットを受けて翌年同名映画が製作された。

## エピソード
「〜ちっち」は関西人が感じた東京弁の特徴をイメージしたもの。関東地方の新方言である「〜ちった」を戯画的に表記したもので、実在する言い回しではない。タイトルを流用した作品に風見慎吾「泣いちっちマイハート」（1983年）などがある。
2007年のオムニバス映画「歌謡曲だよ、人生は」の第1話（磯村一路監督・脚本）題材曲に採用された。
フジテレビ「志村けんのだいじょうぶだぁ」のご存知!じいさんばあさんコーナーで替え歌に用いられた。ただし、原曲の「東京がそんなに」を「そんなに東京が」と誤って歌っている。
宮沢和史は、「悲しい中にもどこか遊び心があり、可愛く、笑える要素がある日本歌謡らしい曲」と評価した。
カバーした歌手はほぼ演歌・歌謡曲系だが、あがた森魚やトリオ・ロス・パンチョスもアルバムでカバーしている。
シンガーソングライター吉川団十郎はこの曲のモノマネを習得したことが音楽人生の始まりだと公言している。

## 映画
1960年5月21日公開。日活製作。モノクロ。日活スコープ。上映時間46分。主題歌：守屋浩「僕は泣いちっち」。同時上映は『静なる脱獄者』。

### スタッフ
監督：堀池清、 脚本：西島大、音楽：菊川迪夫。

### 出演
川地民夫、中川姿子、南風洋子、近藤宏、守屋浩、他。